# 通殺
通殺，或稱通吃，以一個賭博術語，意指在賭局的選項中會出現莊家將注碼全收的情況。

## 常見的通殺賭博
- 骰寶中，若點數為3點及18點，便會出現通殺，通常選項注碼全殺，只有買圍骰才能派彩。
- 輪盤中，若出現0和00點，便會出現通殺，只有買「膽」才能派彩。
- 歐洲各大博彩公司中，在一些選項較多的博彩項目中，很少出現「其他」的選項，例如「波膽」、「首名入球」、「特別項目」（如「下位接任領隊」、「下任球隊隊長」等），不會出現其他，所以若派彩結果屬於「爆冷」，便會出現通殺選項。2013年7月，各大博彩公司便因皇妃凱蒂的預產期而「通殺」大賺一筆[1]。值得留意的是，在港澳地區的足球博彩不會出現通殺情況，因為若有過於偏僻的選項，會有「其他」之選擇，例如足智彩的「波膽」有「主其他」的選項。